# Physalaemus aguirrei
Physalaemus aguirrei é uma espécie de anfíbio da família Leptodactylidae.
É endémica do Brasil.
Os seus habitats naturais são: florestas subtropicais ou tropicais húmidas de baixa altitude, matagal húmido tropical ou subtropical, pântanos, marismas intermitentes de água doce, pastagens, jardins rurais e florestas secundárias altamente degradadas.
Está ameaçada por perda de habitat.